# Sant Jaume de Vallverd
Sant Jaume de Vallverd, és una església romànica del terme municipal de Sant Llorenç Savall, al Vallès Occidental, protegida com a bé cultural d'interès local.

## Descripció
Aquesta capella ha estat molt modificada en una reconstrucció que es va fer l'any 1975 i queda molt poc de l'original del segle xii: la façana sud amb una part de la volta de canó i part de l'absis. La volta de canó de la part més oest de l'edifici va estar també reconstruïda amb bigues de fusta. Com a elements decoratius de l'esglesiola s'hi poden destacar un campanaret, sense campana, i les arcuacions cegues a l'absis.
És una església d'una nau, amb absis semicircular, i la porta al mur de ponent. La nau és coberta mig amb volta i mig amb embigat de fusta, seguint amb això el que semblava indicar la part existent. La façana principal té la porta amb una llinda monolítica amb un arc de descarrega a sobre; coronant la façana hi ha un campanar de cadireta d'un sol ull.
A un costat de l'església hi ha un forat cobert de pedres que, tancat amb una reixa, dona un punt de misteri al conjunt. S'hi celebra l'aplec de Sant Jaume cada 25 de juliol.

## Història
L'ermita fou construïda durant el segle xii pel cavaller Bernat de Vallverd just al costat de la masia on residia. Segons consta al testament de 1190, l'esglesiola va passar al seu fill hereu Bernat amb el compromís de fer-hi una missa setmanal i mantenir una llàntia encesa perpètuament al seu interior. D'incomplir-ho, les propietats passaven als monjos de Sant Llorenç del Munt. La va dotar amb un gran alou del seu veïnatge i va confirmar-li un alou a Polinyà, que poc abans la seva mare havia llegat a la capella. El 1205, al mateix Bernat de Vallvert i la seva esposa, amplien la dotació i funden la celebració d'un aniversari a la capella. L'any 1606 apareix esmentada la reparació de la capella. Probablement a aquell moment correspon l'allargament de la nau. El 1736 la construcció es trobava en estat ruïnós. Desaparegut el Casal de Vallvert, fou la Masia La Busqueta del Feu qui es feu càrrec de les seves terres i del patronat de la capella i benefici. L'any 1976 el propietari del Mas Busqueta la va reedificar sota la direcció de l'arquitecte J. Ros de Ramis.